# HD 182645
HD 182645，又名BD-15 5348，SAO 162609、HR 7378，是一颗恒星，视星等为5.72，位于銀經23.15，銀緯-14.37，其B1900.0坐标为赤經19h 20m 29.7s，赤緯-15° -14.37′ 5″。